# 廣義頻譜圖
廣義頻譜圖（Generalized spectrogram），為頻譜圖的通用型。為了得知信號隨著時間的頻率分布狀態，以頻譜圖觀察時，其解析度受到測不準原理影響，頻率解析度與時間解析度相乘為定值。為解決此問題，於是將頻譜圖推廣至廣義頻譜圖。
一段隨時間變化的信號，同時具有時域和頻域的特徵，若想要了解一個信號在某段時間內的頻率特徵，最好的方式就是使用時頻分析，觀察一段信號的時頻分布圖。頻譜圖(Spectrogram)就是其中一種同時表示時間和頻率特徵的分布圖。

## 廣義頻譜圖的定義
以高斯函數作為窗函數(window function)，使用時頻分析，求出兩組不同長度的窗函數的加伯轉換，即 {\displaystyle {G_{x,{w_{1}}}}\left({t,f}\right)} 和 {\displaystyle {G_{x,{w_{2}}}}\left({t,f}\right)} ，再將 {\displaystyle {G_{x,{w_{2}}}}\left({t,f}\right)} 取共軛複數後相乘。公式如下：
{\displaystyle S{P_{x,{w_{1}},{w_{2}}}}(t,f)=G_{x,{w_{1}}}(t,f)G_{x,{w_{2}}}^{*}(t,f)}
其中{\displaystyle w_{1}(t),w_{2}(t)}為加伯轉換的窗函數，{\displaystyle t}為時間 {\displaystyle f}為頻率。
加伯轉換的公式如下：
{\displaystyle {G_{x,{w_{1}}}}\left({t,f}\right)=\int _{-\infty }^{\infty }{{w_{1}}\left({t-\tau }\right)x\left(\tau \right)\,{e^{-j2\pi \,f\,\tau }}d\tau }}
{\displaystyle {G_{x,{w_{2}}}}\left({t,f}\right)=\int _{-\infty }^{\infty }{{w_{2}}\left({t-\tau }\right)x\left(\tau \right)\,{e^{-j2\pi \,f\,\tau }}d\tau }}
若將{\displaystyle w_{1}(t)=w_{2}(t)}，則與原本頻譜圖無異。
長度不同的窗函數，其時頻域的解析度不同，依據測不準原理，較窄的窗函數，時間解析度較好，而頻率解析度較差；相反的，較寬的窗函數，頻率解析度較好，而時間解析度較差。
為了同時在時間和頻率軸上都達到更好的解析度，把在頻譜圖原定義中的{\displaystyle w(t)}分為兩個長短不同的波形。例如 : 可以讓{\displaystyle w_{1}(t)}長度較寬，在頻域上面有良好的解析度，而{\displaystyle w_{2}(t)}則長度較窄，在時域上有良好的解析度。先分別運算{\displaystyle {G_{x,{w_{1}}}}\left({t,f}\right)}和{\displaystyle {G_{x,{w_{2}}}}\left({t,f}\right)}，再相乘，變為{\displaystyle S{P_{x,{w_{1}},{w_{2}}}}\left({t,f}\right)}。如此一來時域和頻域上的解析度都能兼顧到。

## 優點
- 有優於測不準原理的時間解析度與空間解析度。
- 由於各自的加伯轉換並不會有cross term，故此方法也不會有cross term出現。
- 有省時方法：當一組加伯轉換中的數值為零時，我們將不用去計算另一組，因為相乘後還是零。

## 缺點
- 需要計算兩組加伯轉換，即與頻譜圖相比，最高會多花兩倍的時間
- 需要去最佳化{\displaystyle w_{1}(t)}與{\displaystyle w_{2}(t)}

## 例子
當我們的輸入信號為：
{\displaystyle x_{1}(t)={\begin{cases}\cos(2\pi t);&t<10\\\cos(3\pi t);&10\leq t<20\\\cos(6\pi t);&t>20\end{cases}}}
我們先分別求出{\displaystyle \sigma =0.1} 與 {\displaystyle \sigma =1.6} 的 。經Matlab計算後，如下圖

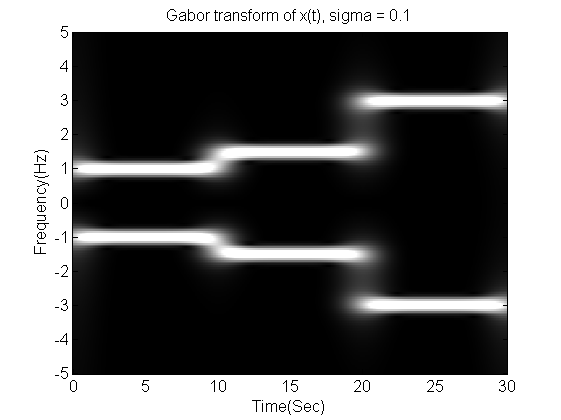

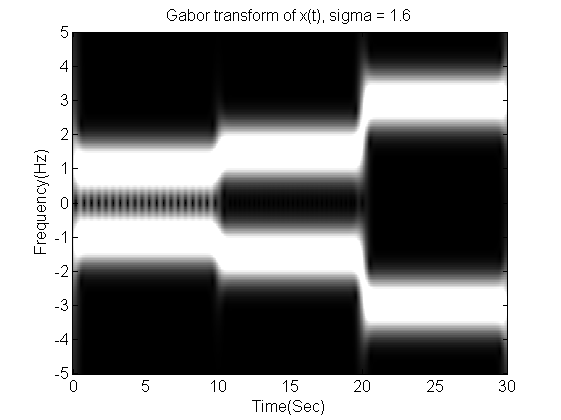

將其中一個取共軛複數後，兩者相乘，得到廣義頻譜圖如下；
我們可以與{\displaystyle \sigma =0.4}的加伯轉換比較：

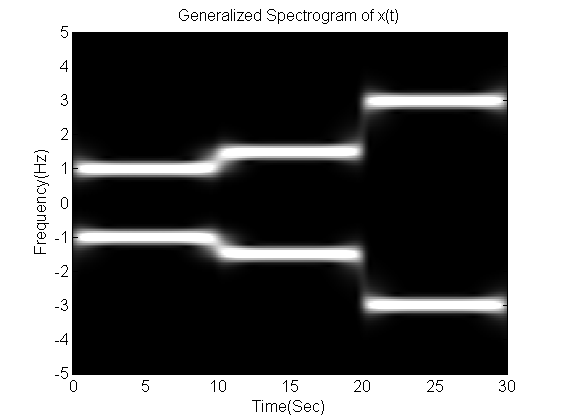
廣義頻譜圖

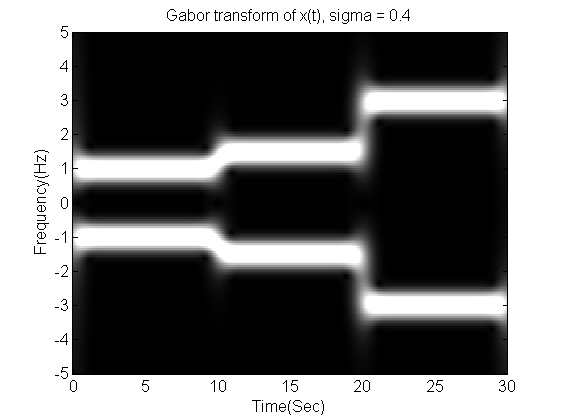

可以發現廣義頻譜圖無論是在時間解析度下，或是頻率解析度下，都優於{\displaystyle \sigma =0.4}的加伯轉換。

## 變形
原本的廣義頻譜圖公式為
{\displaystyle S{P_{x,{w_{1}},{w_{2}}}}(t,f)={G_{x,{w_{1}}}}(t,f)G_{x,{w_{2}}}^{*}(t,f)}
我們可以對此再進行一般化，如下
{\displaystyle S{P_{x,{w_{1}},{w_{2}}}}(t,f)=G_{x,{w_{1}}}^{\alpha }(t,f)G_{x,{w_{2}}}^{\beta }(t,f)}
或者如下方形式：
{\displaystyle S{P_{x,{w_{1}},{w_{2}}}}(t,f)=\left|G_{x,{w_{1}}}(t,f)\right|^{\alpha }\left|G_{x,{w_{2}}}(t,f)\right|^{\beta }}
兩種方法新增了{\displaystyle \alpha }、{\displaystyle \beta }兩變數，期望能找到更好的解析度。